# Liste des anciennes communes du Territoire de Belfort
Cette page a pour objectif de retracer toutes les modifications communales dans le département du Territoire-de-Belfort: les anciennes communes qui ont existé depuis la Révolution française, ainsi que les créations, les modifications officielles de nom, ainsi que les échanges de territoires entre communes.
Le département n'existait pas en 1800. Sa formation est le résultat des aléas de l'histoire. Créé après la défaite de 1871 à partir de la partie du département du Haut-Rhin non annexée par l'Allemagne, il comptabilisait alors 106 communes, un nombre qui va rester inchangé jusqu'aux lois incitatives de regroupements de communes. La Loi Marcellin de 1971 va plutôt séduire ici, en ramenant le nombre de collectivités à 98 en 1975. Mais plusieurs d'entre elles vont défusionner au cours des années suivantes. La loi NOTRe de 2010 , en revanche, n'aura que peu de succès : la seule commune à l'avoir adoptée, Meroux-Moval avait déjà fusionné en 1972 puis défusionné, avant de se rassembler de nouveau. Aujourd'hui (au 1er janvier 2025), le département dénombre 101 communes.

## Fusions
| Nom de la nouvelle commune | Communes réunies                      | Régime                                                          | Date (et nature) de la décision                  | Date d'effet      |
| -------------------------- | ------------------------------------- | --------------------------------------------------------------- | ------------------------------------------------ | ----------------- |
| Meroux-Moval               | Meroux                                | commune nouvelle (SANS communes déléguées depuis le 27-10-2020) | 21 décembre 2018 (Arrêté)                        | 1er janvier 2019  |
| Meroux-Moval               | Moval                                 | commune nouvelle (SANS communes déléguées depuis le 27-10-2020) | 21 décembre 2018 (Arrêté)                        | 1er janvier 2019  |
| Étueffont                  | Etueffont-Haut                        | fusion simple                                                   | 12 juin 1973 (Arrêté)                            | 1er juillet 1973  |
| Étueffont                  | Etueffont-Bas                         | fusion simple                                                   | 12 juin 1973 (Arrêté)                            | 1er juillet 1973  |
| Chèvremont-Fontenelle      | Chèvremont (commune rétablie en 1978) | fusion association (dissoute en 1978)                           | 8 janvier 1973 (Arrêté) 14 février 1973 (Arrêté) | 1er avril 1973    |
| Chèvremont-Fontenelle      | Fontenelle (commune rétablie en 1978) | fusion association (dissoute en 1978)                           | 8 janvier 1973 (Arrêté) 14 février 1973 (Arrêté) | 1er avril 1973    |
| Évette-Salbert             | Évette                                | fusion association (fusion simple depuis le 1-3-1982)           | 3 novembre 1972 (Arrêté)                         | 1er décembre 1972 |
| Évette-Salbert             | Salbert                               | fusion association (fusion simple depuis le 1-3-1982)           | 3 novembre 1972 (Arrêté)                         | 1er décembre 1972 |
| Autrechêne                 | Rechotte                              | fusion simple                                                   | 23 octobre 1972 (Arrêté)                         | 1er janvier 1973  |
| Autrechêne                 | Eschêne-Autrage                       | fusion simple                                                   | 23 octobre 1972 (Arrêté)                         | 1er janvier 1973  |
| Delle                      | Delle                                 | fusion association (dissoute en 1980 puis en 1983)              | 28 août 1972 (Arrêté)                            | 1er octobre 1972  |
| Delle                      | Joncherey (commune rétablie en 1983)  | fusion association (dissoute en 1980 puis en 1983)              | 28 août 1972 (Arrêté)                            | 1er octobre 1972  |
| Delle                      | Lebetain (commune rétablie en 1980)   | fusion association (dissoute en 1980 puis en 1983)              | 28 août 1972 (Arrêté)                            | 1er octobre 1972  |
| Meroux-Moval               | Meroux (commune rétablie en 1997)     | fusion association (dissoute en 1997)                           | 30 juin 1972 (Arrêté)                            | 15 juillet 1972   |
| Meroux-Moval               | Moval (commune rétablie en 1997)      | fusion association (dissoute en 1997)                           | 30 juin 1972 (Arrêté)                            | 15 juillet 1972   |
| Trévenans                  | Trétudans                             | fusion simple                                                   | 1er juin 1972 (Arrêté)                           | 1er juillet 1972  |
| Trévenans                  | Vourvenans                            | fusion simple                                                   | 1er juin 1972 (Arrêté)                           | 1er juillet 1972  |
| Eschêne-Autrage            | Eschêne                               | fusion                                                          | 1790-1794                                        | 1790-1794         |
| Eschêne-Autrage            | Autrage                               | fusion                                                          | 1790-1794                                        | 1790-1794         |
| Sevenans                   | Sevenans                              | fusion                                                          | 1790-1794                                        | 1790-1794         |
| Sevenans                   | Leupe                                 | fusion                                                          | 1790-1794                                        | 1790-1794         |

## Créations et rétablissements
| Nom de la commune créée | Commune affectée                          | Mode de création              | Date (et nature) de la décision | Date d'effet     |
| ----------------------- | ----------------------------------------- | ----------------------------- | ------------------------------- | ---------------- |
| Meroux                  | Meroux-Moval (commune démembrée)          | Rétablissement et suppression | 30 décembre 1996 (Arrêté)       | 1er janvier 1997 |
| Moval                   | Meroux-Moval (commune démembrée)          | Rétablissement et suppression | 30 décembre 1996 (Arrêté)       | 1er janvier 1997 |
| Joncherey               | Delle                                     | Rétablissement                | 31 décembre 1982 (Arrêté)       | 1er janvier 1983 |
| Lebetain                | Delle                                     | Rétablissement                | 12 décembre 1979 (Arrêté)       | 1er janvier 1980 |
| Chèvremont              | Chèvremont-Fontenelle (commune démembrée) | Rétablissement et suppression | 15 décembre 1977 (Arrêté)       | 1er janvier 1978 |
| Fontenelle              | Chèvremont-Fontenelle (commune démembrée) | Rétablissement et suppression | 15 décembre 1977 (Arrêté)       | 1er janvier 1978 |

## Modifications de nom officiel
| Ancien nom         | Nouveau nom               | Date (et nature) de la décision |
| ------------------ | ------------------------- | ------------------------------- |
| La Petite-Fontaine | Petitefontaine            | 3 avril 1962 (Décret)           |
| Lepuix             | Lepuix-Neuf               | 19 août 1961 (Décret)           |
| Lamadeleine        | Lamadeleine-Val-des-Anges | 17 juin 1937 (Décret)           |
| Saint-Dizier       | Saint-Dizier-l'Évêque     | 9 juin 1937 (Décret)            |
| Bourg              | Bourg-sous-Châtelet       | 1er mai 1934 (Décret)           |
| Saint-Germain      | Saint-Germain-le-Châtelet | 1er mai 1934 (Décret)           |
| Châtenois          | Châtenois-les-Forges      | 14 juin 1933 (Décret)           |
| Romagny            | Romagny-sous-Rougemont    | 14 juin 1933 (Décret)           |
| Rougemont          | Rougemont-le-Château      | 4 octobre 1893 (Décret)         |

## Transferts depuis un autre département (création du département)
À la suite de la défaite face à l'Allemagne en 1871, la France voit sa frontière redessinée : la majeure partie du département du Haut-Rhin est annexée (soit 384 communes). Mais 106 communes resteront françaises et formeront un nouveau département : le Territoire-de-Belfort. Après 1919, le département du Territoire-de-Belfort gardera ces limites. (Traité de Francfort du 10 mai 1871)
| Département d'origine | Département de rattachement | Canton d'origine concerné         | Communes concernées |
| --------------------- | --------------------------- | --------------------------------- | --- |
| HAUT-RHIN             | TERRITOIRE DE BELFORT       | Canton de Belfort (32 communes)   | Andelnans, Argiésans, Banvillars, Bavilliers, Belfort, Bermont, Botans, Buc, Charmois, Châtenois, Chèvremont, Cravanche, Danjoutin, Dorans, Eschêne-Autrage, Essert, Fontenelle, Méroux, Moval, Novillard, Offemont, Pérouse, Rechotte, Roppe, Salbert, Sévenans, Trétudans, Urcerey, Valdoie, Vétrigne, Vézelois, Vourvenans |
| HAUT-RHIN             | TERRITOIRE DE BELFORT       | Canton de Delle (27 communes)     | Beaucourt, Boron, Bourogne, Brebotte, Bretagne, Courcelles, Courtelevant, Croix, Delle, Faverois, Fêche-l'Eglise, Florimont, Froidefontaine, Grandvillars, Grosne, Joncherey, Lebetain, Lepuix, Méziré, Montbouton, Morvillars, Réchésy, Recouvrance, Saint-Dizier, Thiancourt, Vellescot, Villars-le-Sec                     |
| HAUT-RHIN             | TERRITOIRE DE BELFORT       | Canton de Giromagny (19 communes) | Anjoutey, Auxelles-Bas, Auxelles-Haut, Bourg, Chaux, Eloie, Etueffont-Bas, Etueffont-Haut, Evette, Giromagny, Grosmagny, Lachapelle-sous-Chaux, Lamadeleine, Lepuix, PetitMagny, Rièrevescemont, Rougegoutte, Sermamagny, Vescemont                                                                                           |
| HAUT-RHIN             | TERRITOIRE DE BELFORT       | Canton de Fontaine (21 communes)  | Angeot, Bessoncourt, Bethonvilliers, Cunelières, Denney, Eguenigue, Felon, Fontaine, Foussemagne, Frais, Lachapelle-sous-Rougemont, Lacollonge, Lagrange, Larivière, Menoncourt, Montreux-Château, Petit-Croix, Phaffans, Reppe, Saint-Germain, Vauthiermont                                                                  |
| HAUT-RHIN             | TERRITOIRE DE BELFORT       | Canton de Masevaux (4 communes)   | Leval, La Petite-Fontaine, Romagny, et Rougemont |
| HAUT-RHIN             | TERRITOIRE DE BELFORT       | Canton de Dannemarie (3 communes) | Chavanatte, Chavannes-les-Grands, et Suarce |

## Modifications de limites communales
Le plus souvent, les modifications des limites communales décidées par arrêtés préfectoraux ne sont pas répertoriées dans le Journal officiel ni dans le Bulletin officiel.
| La commune de ...                      | cède du territoire à la commune de... | précisions                                             | Date (et nature) de la décision |
| -------------------------------------- | ------------------------------------- | ------------------------------------------------------ | ------------------------------- |
| Belfort                                | Pérouse                               | Superficie de 24 ha 95 a 12 ca                         | 27 septembre 1989 (Décret)      |
| Pérouse                                | Belfort                               | Superficie de 32 ha 24 a 64 ca                         | 27 septembre 1989 (Décret)      |
| Pérouse                                | Belfort                               |                                                        | 26 mars 1973 (Décret)           |
| Bavilliers                             | Belfort                               | Superficie de 2 ha 48 a 85 ca                          | 20 novembre 1970 (Décret)       |
| Bavilliers Belfort                     | Belfort Bavilliers                    |                                                        | 27 mai 1964 (Arrêté)            |
| Belfort                                | Danjoutin                             | Superficie de 14 ha 48 a 65 ca                         | 24 mai 1948 (Arrêté)            |
| Danjoutin                              | Belfort                               | Lieu-dit Les Grands Bois Superficie de 13 ha 38 a 6 ca | 24 mai 1948 (Arrêté)            |
| Danjoutin Belfort                      | Belfort Danjoutin                     |                                                        | 14 mars 1947 (Arrêté)           |
| Seewen (auj. département du Haut-Rhin) | Lepuix                                | Partie restée française                                | 3 mars 1873 (Décret)            |
| Sermamagny Éloie                       | Sermamagny Éloie                      |                                                        | 22 juillet 1843 (Loi)           |
| Valdoie Offemont                       | Valdoie Offemont                      |                                                        | 22 juillet 1843 (Loi)           |

## Communes associées
Liste des communes ayant, ou ayant eu (en italique), à la suite d'une fusion, le statut de commune associée.
| Nom de la commune | Code INSEE | Fusion-association                    | Fusion-association | Fusion-association | Fusion-association                       | D - Défusion ou F - transformation de l'association en fusion simple | D - Défusion ou F - transformation de l'association en fusion simple | D - Défusion ou F - transformation de l'association en fusion simple | D - Défusion ou F - transformation de l'association en fusion simple |
| Nom de la commune | Code INSEE | date de la décision                   | date d'effet       | commune absorbante | nom de la commune résultant de la fusion | D/F                                                                  | date de la décision                                                  | date d'effet                                                         | commentaire                                                          |
| ----------------- | ---------- | ------------------------------------- | ------------------ | ------------------ | ---------------------------------------- | -------------------------------------------------------------------- | -------------------------------------------------------------------- | -------------------------------------------------------------------- | -------------------------------------------------------------------- |
| Fontenelle        | 90048      | Arrêté préfectoral du 8 janvier 1973  | 1er avril 1973     | Chèvremont         | Chèvremont-Fontenelle                    | D                                                                    | Arrêté préfectoral du 15 décembre 1977                               | 1er janvier 1978                                                     | Chèvremont-Fontenelle reprend le nom de Chèvremont                   |
| Joncherey         | 90056      | Arrêté préfectoral du 28 août 1972    | 1er octobre 1972   | Delle              | Delle                                    | D                                                                    | Arrêté préfectoral du 31 décembre 1982                               | 1er janvier 1983                                                     |                                                                      |
| Lebetain          | 90063      | Arrêté préfectoral du 28 août 1972    | 1er octobre 1972   | Delle              | Delle                                    | D                                                                    | Arrêté préfectoral du 12 décembre 1979                               | 1er janvier 1980                                                     |                                                                      |
| Salbert           | 90092      | Arrêté préfectoral du 3 novembre 1972 | 1er décembre 1972  | Évette             | Évette-Salbert                           | F                                                                    | Arrêté préfectoral du 18 février 1982                                | 1er mars 1982                                                        |                                                                      |
| Moval             | 90073      | Arrêté préfectoral du 30 juin 1972    | 15 juillet 1972    | Meroux             | Meroux-Moval                             | D                                                                    | Arrêté préfectoral du 30 décembre 1996                               | 1er janvier 1997                                                     | Meroux-Moval reprend le nom de Meroux                                |